# Manfred Wiener

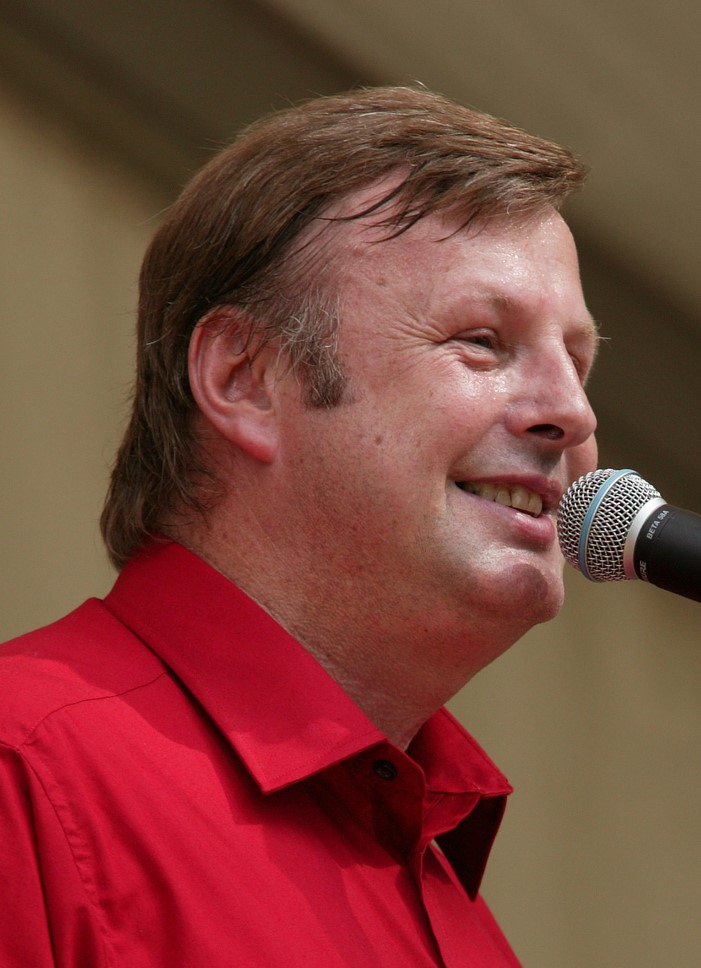
Manfred Wiener (2008)

Manfred Wiener (* 29. Juli 1961 in Anger; † 20. Dezember 2013 in Graz) war ein österreichischer Musiker, Komponist und Arrangeur sowie Musikpädagoge.

## Leben
Manfred Wiener prägte schon in jungen Jahren mit seinen Musikstücken und Arrangements die Tanzkapelle Kathreiner Musikanten, bei der er auch einige Zeit mitwirkte. Zudem war er schon früh an der musikalischen Entwicklung seines Bruders Helmut Wiener, Solo-Klarinettist des Tonkünstler-Orchesters, beteiligt.
Er studierte an der Kunstuniversität Graz die Fächer Posaune, Klavier, Blasorchesterleitung & Blasorchesterarrangement u. a. als Schüler von Helmut Wimberger (Posaune) und Eugen Brixel (Blasorchesterleitung).
Manfred Wiener schrieb Stücke im Bereich der Unterhaltungsmusik und Blasmusik. Als Musikpädagoge an der Musikschule Birkfeld – Zweigstelle Anger tätig, baute er ein Jugendorchester auf und führte 13 Jahre lang die Geschicke des lokalen Musikvereines sowie eine über den Ort hinaus bekannte Big Band.
Zusammen mit Peter Fröhlich ließ er einen neuen Stil an Polkas, Walzern und Märschen entstehen und schrieb zahlreiche Unterhaltungsmusikstücke mit emotionalen Melodien, eingebettet in fließender Harmonik und swingender Phrasierung.

## Werke (Auswahl)
- 2003 Spaziergang am See – Walzer
- 2004 Eine Blüte mehr – Walzer
- 2004 Mit Musik geht alles besser – Polka
- 2004 Musik im Abendlicht – Walzer
- 2004 Stunden mit dir – Walzer
- 2005 Tradition und Innovation – Marsch
- 2008 Es brennt, es brennt – Marsch
- 2008 Willi Polka
- 2009 Herbert Polka
- 2009 Mit Liebe gebaut – Marsch
- 2010 Vater unser – Swing
- 2010 Der Sonne entgegen – Polka
- 2012 Der lustige Edi – Polka